# RDO-3221 ABV KOMONDOR
A RDO-3221 ABV KOMONDOR egy magyar gyártású páncélozott ABV felderítő jármű, melyet a Nemzeti Fejlesztési Ügynökség (NFÜ) "Vállalati innováció ösztönzése (KMOP 1.1.4-09)" tárgyában meghirdetett pályázatán nyertes Gamma Műszaki Zrt. "Terepjáró, moduláris ballisztikai védelemmel ellátott ABV-felderítő jármű fejlesztése" témában támogatást nyert el.

## Célkitűzések
A 2010-ben indult fejlesztés célja volt, hogy a Gamma Zrt. – felhasználva a kor fejlett technológiai eredményeit – megtervezi és le is gyártja az atom-, biológiai-, és vegyi szennyezések mobil felderítésére, analizálására és behatárolására alkalmas komplex rendszert, amely mind a katonai, mind a katasztrófavédelmi alkalmazási igényeknek képes megfelelni és mindez egy magyar tervezésű és gyártású bázisjárműre kerül integrálásra. A most kifejlesztett ABV-felderítő jármű képességeinek jelentős bővülését az tette lehetővé, hogy már az alapjármű tervezésekor figyelembe vételre kerültek az ABV-felderítés speciális igényei is.
Az ABV-felderítő jármű elsődleges feladata a veszélyforrások gyors és pontos detektálása, szélsőséges klimatikus viszonyok és mechanikai behatások mellett is. A fejlesztésnek köszönhetően a felderítési feladat – mélyebb szakirányú előképzettséggel nem rendelkező személyzetet által is – egyszerűen végrehajtható. A korábbi szaktechnikai eszközöktől eltérően, a most kifejlesztett ABV-felderítő járműben a detektálási képesség mellett az azonosítás és a szennyezettség mértékének meghatározása is lehetséges. A jármű a levegőben lévő vegyi szennyeződéseket akár több kilométeres távolságból is képes detektálni.
A nukleáris, biológiai és vegyi detektorok mellett meteorológiai érzékelők is beépítésre kerülnek a járműbe, lehetővé téve a szennyeződés levegőben való terjedésének meghatározását. A járműre telepített meteorológiai mérőállomás – a jármű belsejéből irányítva – a mérési magasságba kitolható, majd visszahúzható.
Az ABV-felderítéshez tartozó, a veszélyforrások detektálását követő további műveletek is integrálásra kerülnek. Az ABV-felderítő jármű segítségével szennyezett területen a jármű elhagyása nélkül lehet mintát venni, valamint a szennyezett terület határait megjelölni.
A fejlesztéseknek köszönhetően a felderítés megkezdéséhez szükséges előkészítési idő minimálisra csökkent, egyes tevékenységek telepítés nélkül, menet közben is elvégezhetőek. A felderítés végrehajtásához a kezelő személyzetnek nem kell elhagynia a járművet, harctéri körülmények között is biztonságban végezheti a feladatát, mert az ABV-felderítő jármű rendelkezik megfelelő védettséggel a hagyományos lőfegyverekkel, aknákkal, illetve a különböző (mérgező-, biológiai-) harcanyagokkal szemben is.
A jármű belsejében az egyéni védőfelszerelés viselése nem szükséges, köszönhetően a beépített kollektív védelmi rendszernek, de egy esetleges belső elszennyeződés elkerülése érdekében a jármű belső detektorokkal is rendelkezik, amelyek felügyelik a tiszta térben dolgozók biztonságát.
A külső/belső detektorok által mért adatokat egy központi egység gyűjti össze, és továbbítja a megjelenítő egység felé. A megjelenítő egység és az arra fejlesztett egyedi szoftver segítségével a felderítést végző szakszemélyzet az adatokat megtekintheti és kiértékelheti, valamint az összegyűjtött adatokból szabványos jelentést készíthet. Az elkészült riport – a mérési adatokkal kiegészítve – a járműbe integrált adatrádió segítségével elküldhető.
A vizuális felderítést a járműre szerelt kamerarendszer teszi lehetővé, amely a jármű körül végzett tevékenységek, illetve a szennyeződésre utaló nyomok megfigyelését teszi lehetővé.
A felderítési feladatok alapvetően a jármű elhagyása nélkül kerülhetnek végrehajtásra, ugyanakkor a gyalogos ABV-felderítéshez szükséges kézi detektorokkal, mintavevőkkel, egyéni védőeszközökkel, és mentesítő berendezésekkel is rendelkezik az ABV-felderítő jármű.
Az így kifejlesztett szakjármű – a kor követelményeinek megfelelő, legkorszerűbb technológiai megoldásokkal – lényegesen több információt és pontosabb adatokat biztosít az alkalmazók számára, így a vezetés rendszerében meghozandó döntésekhez jóval hatékonyabb szakmai támogatást képes biztosítani.
A konkrét megvalósítást illetően, a hordozó jármű megépítése befejeződött.  Az  elmúlt hónapban  megkezdődtek – és folyamatban vannak – a bázisjármű vizsgálatai  (állóhelyi ellenőrzések, futáspróbák), s velük párhuzamosan folyik az ABV szakfelszerelés integrálásának előkészítése, a fogadó felület kialakítása.

## Típusváltozatok
- RDO-3221 ABV Komondor: Alapjármű
- RDO 3932 Komondor: Katonai bázis jármű változat
- RDO 3921 AMD Komondor: Sérült szállító változat
- ABVF RDO 3221 Komondor: Katonai bázis jármű változat
- RDO 3121
- RDO 3122
- Komondor RDO 3221 RSV: A Paksi Atomerőmű baleset elhárító részére készült változat.[1][2]
- RDO 3222
- RDO 3231
- RDO 3232
- RDO 3922
- RDO 3931[3]